# Robert Lowell
Robert Traill Spence Lowell IV (Boston, 1 de março de 1917 — Nova Iorque, 12 de setembro de 1977) foi um poeta norte-americano, considerado o fundador da poesia confessional.

## Biografia
Robert Lowell nasceu em Boston, Massachusetts, em uma família puritana (protestante) da alta classe de Boston—os chamados 'brâmanes' de Boston, referência à mais alta casta no estrato social hindu. A família de Lowell incluía entre seus membros os poetas Amy Lowell e James Russell Lowell. Sua mãe, Charlotte Winslow, era descendente direta de William Samuel Johnson, um signatário da Constituição dos Estados Unidos; de Jonathan Edwards, um famoso filósofo; de Anne Hutchinson, uma pregadora puritana e curandeira; de Robert Livingston, o Velho; de Thomas Dudley, o 2.° governador de Massachusetts; e dos passageiros de Mayflower James Chilton e sua filha Mary Chilton.
Ele foi educado em St. Mark's School, uma preeminente escola preparatória em Southborough, antes de estudar em Harvard durante dois anos e transferir-se para Kenyon College em Gambier, Ohio, para estudar com John Crowe Ransom. Ele se converteu jovem ao catolicismo, o que influenciou seus primeiros dois livros, Land of Unlikeness (1944) e o ganhador do Prémio Pulitzer de Poesia Lord Weary's Castle (1946). Ao final de seus quarenta anos, ele deixou a Igreja Católica. Em 1950, Lowell foi incluído na influente antologia  Mid-American Century Poets, como uma das principais figuras literárias da sua geração. Dentre seus contemporâneos que também apareceram no livro estão Muriel Rukeyser, Karl Shapiro, Elizabeth Bishop, Theodore Roethke, Randall Jarrell e John Ciardi, poetas que se tornaram todos notáveis pela década de 1940. Nessa época, Lowell ministrou aulas de criação literária na Universidade de Iowa.
Lowell foi um objetor de consciência durante a Segunda Guerra Mundial, servindo por vários meses em uma prisão federal em Danbury, Connecticut. Mais tarde ele escreveria sobre tal experiência em seu poema Memories of West Street and Lepke de seu livro Life Studies.
Durante a década de 1960, Robert Lowell se tornou um ativista do movimento dos direitos civis e se opôs ao envolvimento dos Estados Unidos na Guerra do Vietnã. Sua participação na marcha pela paz de outubro de 1967, em Washington, D.C., e sua subsequente prisão foram descritas nas primeiras seções de The Armies of the Night, de Norman Mailer.
Lowell sofria de alcoolismo e de depressão, tendo sido hospitalizado várias vezes ao longo de sua vida. As três mulheres com que se casou foram todas escritoras. A primeira esposa foi Jean Stafford, com quem viveu entre 1940 e 1948. Em 1949, ele desposou Elizabeth Hardwick, com quem teve uma filha. Em 1970, Lowell deixou Hardwick para viver com a nobre britânica Lady Caroline Blackwood. Passou muitos dos seus últimos anos residindo na Inglaterra. Ele faleceu em 1977, depois de ter sofrido um ataque cardíaco em um táxi na cidade de Nova Iorque. É dito que ele estava a caminho de se encontrar com Elizabeth Hardwick, para uma possível reconciliação. Seu corpo está enterrado no Cemitério Stark, em Dunbarton, Nova Hampshire.